# Quirinus Kuhlmann
Quirinus Kuhlmann, sau: Culmannus, Chiliast, Kühlmann, Kuhlman, numit și profetul fals, (n. 25 februarie 1651 in Breslau – d. 4 octombrie 1689 în Moscova) a fost un scriitor german și propagator al misticismului, care a fost din ordinul patriarhului, schingiuit și ars pe rug ca eretic.